# Žabočunolike
Žabočunolike (lat. Alismatales), biljni red iz razreda jednosupnica (Liliopsida) koji obuhvaća 13 porodica s oko 4 500 vrsta. 
Poput ostalih pravih žabočunovki cijeli red voli vodena i močvarna staništa. Cvjetovi su obično raspoređeni u cvatovima, a zrelim sjemenkama nedostaje endosperma.
Na popisu se nekada nalazila i porodica Acoraceae s rodom Acorus, koja se sada klasificira samostalnom redu Acorales. Njezin poznati predstavnik je Acorus calamus ili : iđirot.

## Opis
Alismatales,  red od gotovo 4800 vrsta cvjetnica, koje pripadaju skupini monokotiledona (jednosupnica), čije vrste imaju jednu supku. Grupa uključuje niz ukrasnih i sobnih biljaka, kao i nekoliko cvjetova koji su važni u cvjećarskoj industriji. Neke su vrste vodene i rastu pod vodom ili djelomično izložene zraku u močvarama i drugim slatkovodnim i morskim staništima, gdje se često tretiraju kao korovi koji ometaju navodnjavanje i plovidbu. Iako su od malog gospodarskog značaja, ove zeljaste (nedrvenaste) biljke predstavljaju važna staništa za ribe i pomažu stabilizirati obale. Konkretno, formiranjem složenih zajednica s drugim vodenim i novonastalim biljkama na obalama potoka, one dovode do vegetacijske sukcesije: ribnjak se može napuniti dijelovima biljaka i muljem i postati biološko odlagalište koje na kraju podržava kopnene biljke. Nekoliko vodenih vrsta obično se koriste kao ukrasne akvarijske biljke.
Karakteristike reda
Samo jedna karakteristika drži većinu reda na okupu, a to je metoda razvoja endosperma. Endosperm, izvor hrane embrija u razvoju, potječe iz procesa koji je u osnovi jedinstven za biljke cvjetnice i koji se naziva dvostruka oplodnja.
Dva glavna puta razvoja endosperma su stanični i nuklearni. U staničnom razvoju, triploidna stanica se dijeli kako bi proizvela dvije nove stanice, svaka s jezgrom okruženom staničnom stijenkom. Taj se proces nastavlja sve dok se embrijska vrećica ne ispuni staničnim endospermom. Do razvoja jezgre endosperma dolazi kada se triploidna stanica prilično brzo podijeli nuklearnom diobom, ali nije odmah praćena citokinezom (citoplazmatskom diobom). Nuklearna dioba se nastavlja sve dok se cijela embrijska vrećica ne ispuni jezgrama koje nisu okružene staničnom stijenkom. Citokineza počinje kada se dioba jezgre približi kraju i nastavlja se dok sve jezgre ne budu okružene staničnom stjenkom. Razvoj endosperma Alismatales obično je helobijalan, kombinacija dva glavna tipa.
Neki članovi Alismatales (Alismataceae, Butomaceae, Limnocharitaceae) općenito stvaraju dvospolne cvjetove s očitom strukturom periantha; kada su jednospolni, i staminatni i karpelasti cvjetovi se proizvode na istoj biljci (jednodomna). Cvjetovi su zračni i formirani u pršljenovima ili štitastim cvastima, umbel (odakle i naziv porodici (Umbeliferae). Cvjetovi imaju atraktivne, iako povremeno male, latice i obično ih oprašuju muhe, kornjaši i leptiri.
Porodica Hydrocharitaceae jedinstvena je u redu po tome što ima cvjetove s donjim jajnikom; sama plodnica je sastavljena od više sjedinjenih karpela. Cvjetovi su ili dvospolni ili jednospolni; vrste s jednospolnim cvjetovima mogu biti jednodomne ili dvodomne (različiti spolovi na različitim biljkama). Cvjetovi se obično razvijaju na peteljkama koje izviru iz lisnih osi. Ovi cvjetovi su često pojedinačni na osi, sa samo nekoliko osi koje stvaraju cvjetove na biljci. Takvo cvijeće može biti ili zračno ili plutajuće. Povremeno, međutim, cvjetovi su zatvoreni unutar jednog mesnatog modificiranog lista ili dva srodna lista, koja se nazivaju lopatica, koja se proizvodi na stabljici (peteljci) iz osi lista. Ove peteljke često nastaju iz bazalnih listova koji su pričvršćeni za sustav na podlozi u nekoliko metara vode; takva se peteljka izdužuje sve dok ne bude na površini vode. Druge peteljke su vrlo kratke tako da se cvjetovi razvijaju potpuno pod vodom.
Mehanizmi oprašivanja kod Hydrocharitaceae kreću se od jednostavnog prijenosa peludi kukcima do prilično razrađenih mehanizama prijenosa u kojima je voda vektor prijenosa. Vrste s zračnim cvjetovima uglavnom se oprašuju kukcima ili povremeno vjetrom. Također se smatra da kukci imaju ulogu u oprašivanju čak i za upadljive plutajuće cvjetove Ottelia. Za neke jedinke ovog roda, a vjerojatno i za druge, poznato je da ostvaruju samooprašivanje u pupoljku. Cvjetovi se nakon toga potpuno otvore.
Mehanizmi oprašivanja često su mnogo složeniji, međutim, za većinu vrsta koje imaju plutajuće ili potopljene cvjetove, pri čemu je voda općenito do određenog stupnja važna u prijenosu peludi. Ove vrste obično imaju prilično male, neugledne cvjetove, od kojih su mnogi, ako ne i većina, nesavršeni. Općenito, iako ne univerzalno, kod vrsta s nesavršenim plutajućim cvjetovima, staminati cvjetovi nastaju ispod površine vode na jednoj ili više kratkih peteljki. Karpelasti cvjetovi plutaju na površini vode, obično pričvršćeni duguljastim peteljkama. Težina karpelnog cvijeta i pritisak prema dolje na cvijet izazvan povlačenjem peteljki rezultira vrlo blagim udubljenjem (ili meniskom) na površini vode na kojoj cvijet pluta. Kada pelud sazrije, stabljika se lomi, a stabljikasti cvijet ili lopatica s priloženim stabljičnim cvjetovima izdiže se na površinu vode. Kako cvijet ili lopatica dosegne površinu vode, promjena pritiska vode uzrokuje otvaranje cvijeta ili lopatice (ili oboje), pri čemu se cvjetnjak gotovo odbija. Ovo otvaranje stabljičnog cvijeta rezultira u tome da cvijet u biti pluta na "čamcu" kojeg oblikuje reflektirani perianth. Vjetar nosi staminusni cvijet duž površine vode, vjerojatno se na kraju približava meniskusu koji tvori karpelasti cvijet; meniskus je važan u prijenosu peludi. Kako cvijet ulazi u menisk, stabljični cvijet se naginje zbog niže razine vode u meniskusu, a prijenos peludi se postiže, bilo kontaktom između prašnika i stigme ili peludom koji pada s staminatnog na karpelatni cvijet.
Kod morskih vrsta Hydrocharitaceae, cvjetovi su trajno potopljeni, a biljke su dvodomne; pelud oslobođena iz staminiranih cvjetova prianja u lance, tvoreći ono što je funkcionalno jedno dugo peludno zrno. Ovi lanci vise u vodi i kreću se zajedno s vodenom strujom. (Puno je vjerojatnije da će izdužene strukture doći u kontakt s tučkom koji je pojedinačno zrno.) Oprašivanje se postiže kada jedan takav lanac dođe u kontakt s tučkom.

## Porodice
1. Familia Araceae Juss. (4309 spp.)
  1. Subfamilia Gymnostachydoideae Bogner & Nicolson
    1. Gymnostachys R. Br. (1 sp.)

  2. Subfamilia Orontioideae R. Br. ex Müll. Berol.
    1. Tribus Orontieae Dumort.
      1. Orontium L. (1 sp.)

    2. Tribus Symplocarpeae Engl.
      1. Lysichiton Schott (2 spp.)
      2. Symplocarpus Salisb. ex Barton (5 spp.)

  3. Subfamilia Lemnoideae Bab.
    1. Spirodela Schleid. (2 spp.)
    2. Landoltia Les & D. J. Crawford (1 sp.)
    3. Lemna L. (13 spp.)
    4. Wolffiella Hegelm. (10 spp.)
    5. Wolffia Horkel ex Schleid. (11 spp.)

  4. Subfamilia Pothoideae Engl.
    1. Tribus Anthericeae Bartl.
      1. Anthurium Schott (1198 spp.)

    2. Tribus Potheae Bartl.
      1. Pothos L. (69 spp.)
      2. Pothoidium Schott (1 sp.)

  5. Subfamilia Monsteroideae Engl.
    1. Tribus Heteropsideae Engl.
      1. Stenospermation Schott (55 spp.)
      2. Heteropsis Kunth (20 spp.)

    2. Tribus Anadendreae Bogner & J. C. French
      1. Anadendrum Schott (15 spp.)

    3. Tribus Monstereae Engl.
      1. Alloschemone Schott (2 spp.)
      2. Rhodospatha Poepp. & Endl. (34 spp.)
      3. Holochlamys Engl. (1 sp.)
      4. Spathiphyllum Schott (55 spp.)
      5. Rhaphidophora Hassk. (99 spp.)
      6. Scindapsus Schott (37 spp.)
      7. Monstera Adans. (62 spp.)
      8. Amydrium Schott (5 spp.)
      9. Epipremnum Schott (16 spp.)

  6. Subfamilia Lasioideae Engl.
    1. Urospatha Schott (13 spp.)
    2. Dracontium L. (28 spp.)
    3. Dracontioides Engl. (2 spp.)
    4. Anaphyllopsis A. Hay (3 spp.)
    5. Podolasia N. E. Br. (1 sp.)
    6. Lasia Lour. (2 spp.)
    7. Cyrtosperma Griff. (13 spp.)
    8. Pycnospatha Thorel ex Gagnep. (2 spp.)
    9. Lasimorpha Schott (1 sp.)
    10. Anaphyllum Schott (2 spp.)

  7. Subfamilia Zamioculcadoideae Bogner & Hesse
    1. Stylochaeton Lepr. (20 spp.)
    2. Zamioculcas Schott (1 sp.)
    3. Gonatopus Hook. fil. ex Engl. (5 spp.)

  8. Subfamilia Aroideae Arn.
    1. Tribus Callopsideae Engl.
      1. Callopsis Engl. (1 sp.)

    2. Tribus Anubiadeae Engl.
      1. Anubias Schott (8 spp.)

    3. Tribus Culcasieae Engl.
      1. Cercestis Schott (9 spp.)
      2. Culcasia P. Beauv. (29 spp.)

    4. Tribus Philodendreae Schott
      1. Philodendron Schott (584 spp.)
      2. Thaumatophyllum Schott (21 spp.)

    5. Tribus Homalomeneae M. Hotta
      1. Furtadoa M. Hotta (3 spp.)
      2. Adelonema Schott (16 spp.)
      3. Homalomena Schott (159 spp.)

    6. Tribus Aglaonemateae Engl.
      1. Aglaonema Schott (24 spp.)
      2. Aglaodorum Schott (1 sp.)

    7. Tribus Nephthytideae Engl.
      1. Nephthytis Schott (6 spp.)
      2. Pseudohydrosme Engl. (4 spp.)
      3. Anchomanes Schott (6 spp.)

    8. Tribus Zantedeschieae Engl.
      1. Zantedeschia Spreng. (8 spp.)

    9. Tribus Spathicarpeae Schott
      1. Lorenzia E. G. Gonç. (1 sp.)
      2. Bognera Mayo & Nicolson (1 sp.)
      3. Gearum N. E. Br. (1 sp.)
      4. Synandrospadix Engl. (1 sp.)
      5. Croatiella E. G. Gonç. (1 sp.)
      6. Spathicarpa Hook. (4 spp.)
      7. Taccarum Brongn. ex Schott (5 spp.)
      8. Asterostigma Fisch. & C. A. Mey. (10 spp.)
      9. Dieffenbachia Schott (64 spp.)
      10. Mangonia Schott (2 spp.)
      11. Incarum E. G. Gonç. (1 sp.)
      12. Spathantheum Schott (1 sp.)
      13. Gorgonidium Schott (8 spp.)

    10. Tribus Montrichardieae Engl.
      1. Montrichardia Crueg. (2 spp.)

    11. Tribus Philonotieae S. Y. Wong & P. C. Boyce
      1. Philonotion Schott (3 spp.)

    12. Tribus Cryptocoryneae Blume
      1. Lagenandra Dalzell (18 spp.)
      2. Cryptocoryne Fisch. ex Rchb. (70 spp.)

    13. Tribus Schismatoglottideae Nakai
      1. Apoballis Schott (12 spp.)
      2. Pichinia S. Y. Wong & P. C. Boyce (1 sp.)
      3. Piptospatha N. E. Br. (4 spp.)
      4. Schottariella P. C. Boyce & S. Y. Wong (1 sp.)
      5. Nabalu S. Y. Wong & P. C. Boyce (1 sp.)
      6. Bidayuha S. Y. Wong & P. C. Boyce (1 sp.)
      7. Schottarum P. C. Boyce & S. Y. Wong (2 spp.)
      8. Gosong S. Y. Wong & P. C. Boyce (1 sp.)
      9. Vesta S. Y. Wong (1 sp.)
      10. Bakoa P. C. Boyce & S. Y. Wong (1 sp.)
      11. Bakoaella S. Y. Wong & P. C. Boyce (2 spp.)
      12. Ooia S. Y. Wong & P. C. Boyce (10 spp.)
      13. Gamogyne N. E. Br. (6 spp.)
      14. Rhynchopyle Engl. (5 spp.)
      15. Hottarum Bogner & Nicolson (1 sp.)
      16. Kiewia S. Y. Wong & P. C. Boyce (3 spp.)
      17. Bucephalandra Schott (29 spp.)
      18. Phymatarum M. Hotta (1 sp.)
      19. Burttianthus S. Y. Wong, S. L. Low & P. C. Boyce (7 spp.)
      20. Toga S. Y. Wong, S. L. Low & P. C. Boyce (6 spp.)
      21. Heteroaridarum M. Hotta (3 spp.)
      22. Aridarum Ridl. (5 spp.)
      23. Tawaia S. Y. Wong, S. L. Low & P. C. Boyce (1 sp.)
      24. Pursegloveia S. Y. Wong, S. L. Low & P. C. Boyce (7 spp.)
      25. Naiadia S. Y. Wong, S. L. Low & P. C. Boyce (1 sp.)
      26. Hera S. Y. Wong, S. L. Low & P. C. Boyce (1 sp.)
      27. Fenestratarum P. C. Boyce & S. Y. Wong (2 spp.)
      28. Galantharum P. C. Boyce & S. Y. Wong (1 sp.)
      29. Schismatoglottis Zoll. & Moritzi (153 spp.)
      30. Colobogynium Schott (1 sp.)

    14. Tribus Calleae Bartl.
      1. Calla L. (1 sp.)

    15. Tribus Thomsonieae Blume
      1. Amorphophallus Blume (243 spp.)

    16. Tribus Caladieae Schott
      1. Jasarum G. S. Bunting (1 sp.)
      2. Hapaline Schott (9 spp.)
      3. Caladium Vent. (20 spp.)
      4. Syngonium Schott (40 spp.)
      5. Filarum Nicolson (1 sp.)
      6. Ulearum Engl. (2 spp.)
      7. Chlorospatha Engl. (70 spp.)
      8. Xanthosoma Schott (205 spp.)
      9. Scaphispatha Brongn. ex Schott (2 spp.)
      10. Idimanthus E. G. Gonç. (1 sp.)
      11. Zomicarpa Schott (3 spp.)
      12. Zomicarpella N. E. Br. (2 spp.)

    17. Tribus Ambrosineae Schott
      1. Ambrosina Bassi (1 sp.)

    18. Tribus Arisareae Dumort.
      1. Arisarum Mill. (3 spp.)

    19. Tribus Typhonodoreae Engl.
      1. Typhonodorum Schott (1 sp.)

    20. Tribus Peltandreae Engl.
      1. Peltandra Raf. (2 spp.)

    21. Tribus Arophyteae A. Lemée ex Bogner
      1. Arophyton Jum. (7 spp.)
      2. Colletogyne Buchet (1 sp.)
      3. Carlephyton Jum. (4 spp.)

    22. Tribus Protareae Engl.
      1. Protarum Engl. (1 sp.)

    23. Tribus Pistieae Lecoq & Juill.
      1. Pistia L. (1 sp.)

    24. Tribus Colocasieae Brongn.
      1. Englerarum Nauheimer & P. C. Boyce (1 sp.)
      2. Ariopsis Nimmo (3 spp.)
      3. Colocasia Schott (17 spp.)
      4. Remusatia Schott (4 spp.)
      5. Steudnera K. Koch (10 spp.)
      6. Leucocasia Schott (2 spp.)
      7. Alocasia (Schott) G. Don (90 spp.)
      8. Vietnamocasia N. S. Lý, S. Y. Wong & P. C. Boyce (1 sp.)

    25. Tribus Arisaemateae Nakai
      1. Pinellia Ten. (11 spp.)
      2. Arisaema Mart. (208 spp.)

    26. Tribus Areae R. Br. ex Duby
      1. Theriophonum Blume (7 spp.)
      2. Typhonium Schott (91 spp.)
      3. Sauromatum Schott (13 spp.)
      4. Eminium (Blume) Schott (9 spp.)
      5. Helicodiceros Schott (1 sp.)
      6. Biarum Schott (23 spp.)
      7. Dracunculus Mill. (2 spp.)
      8. Arum L. (29 spp.)
2. Familia Tofieldiaceae Takht. (29 spp.)
  1. Pleea Michx. (1 sp.)
  2. Harperocallis McDaniel (11 spp.)
  3. Triantha Baker (4 spp.)
  4. Tofieldia Huds. (13 spp.)
3. Familia Alismataceae Vent. (118 spp.)
  1. Luronium Raf. (1 sp.)
  2. Damasonium Hill (5 spp.)
  3. Baldellia Parl. (3 spp.)
  4. Alisma L. (9 spp.)
  5. Burnatia Micheli (1 sp.)
  6. Limnocharis Humb. & Bonpl. (2 spp.)
  7. Butomopsis Kunth (1 sp.)
  8. Hydrocleys Rich. (5 spp.)
  9. Ranalisma Stapf (2 spp.)
  10. Caldesia Parl. (6 spp.)
  11. Echinodorus Rich. (39 spp.)
  12. Sagittaria L. (41 spp.)
  13. Astonia S. W. L. Jacobs (1 sp.)
  14. Limnophyton Miq. (3 spp.)
  15. Wiesneria Micheli (2 spp.)
4. Familia Butomaceae Mirb. (1 sp.)
  1. Butomus L. (1 sp.)
5. Familia Hydrocharitaceae Juss. (140 spp.)
  1. Subfamilia Hydrocharitoideae Eaton
    1. Limnobium Rich. (2 spp.)
    2. Hydrocharis L. (3 spp.)

  2. Subfamilia Anacharidoideae Thomé
    1. Appertiella C. D. K. Cook & Triest (1 sp.)
    2. Lagarosiphon Harv. (9 spp.)
    3. Blyxa Noronha ex Thouars (14 spp.)
    4. Ottelia Pers. (24 spp.)
    5. Egeria Planch. (3 spp.)
    6. Elodea Michx. (7 spp.)

  3. Subfamilia Stratiotoideae Luerss.
    1. Stratiotes L. (1 sp.)

  4. Subfamilia Najadoideae Luerss.
    1. Tribus Vallisnerieae Dumort.
      1. Hydrilla Rich. (1 sp.)
      2. Nechamandra Planch. (1 sp.)
      3. Vallisneria Mich. ex L. (14 spp.)

    2. Tribus Najadeae Dumort.
      1. Najas L. (38 spp.)

    3. Tribus Halophileae Asch.
      1. Halophila Thouars (19 spp.)
      2. Enhalus Rich. (1 sp.)
      3. Thalassia Banks & C. Koenig (2 spp.)
6. Familia Scheuchzeriaceae F. Rudolphi (1 sp.)
  1. Scheuchzeria L. (1 sp.)
7. Familia Aponogetonaceae Planch. (60 spp.)
  1. Aponogeton Hill (60 spp.)
8. Familia Juncaginaceae Rich. (34 spp.)
  1. Tetroncium Willd. (1 sp.)
  2. Cycnogeton Endl. (8 spp.)
  3. Triglochin L. (25 spp.)
9. Familia Maundiaceae Nakai (1 sp.)
  1. Maundia F. Muell. (1 sp.)
10. Familia Zosteraceae Dumort. (21 spp.)
  1. Phyllospadix Hook. (6 spp.)
  2. Zostera L. (15 spp.)
11. Familia Potamogetonaceae Bercht. & J. Presl (112 spp.)
  1. Althenia F. Petit (10 spp.)
  2. Zannichellia L. (5 spp.)
  3. Groenlandia J. Gay (1 sp.)
  4. Stuckenia Börner (9 spp.)
  5. Potamogeton L. (87 spp.)
12. Familia Posidoniaceae Vines (9 spp.)
  1. Posidonia K. Koenig (9 spp.)
13. Familia Ruppiaceae Horan. (12 spp.)
  1. Ruppia L. (12 spp.)
14. Familia Cymodoceaceae Vines (18 spp.)
  1. Halodule Endl. (7 spp.)
  2. Cymodocea K. D. Koenig (3 spp.)
  3. Syringodium Kütz. (2 spp.)
  4. Oceana Byng & Christenh. (1 sp.)
  5. Thalassodendron Hartog (3 spp.)
  6. Amphibolis C. Agardh (2 spp.)

## Vernakularni nazivi
Nazivi dolaze po rodu žabočunovki i vrsti žabočun, a kao takav javlja se i u nekim drugim slavenskim jezicima
- Żabieńcowce, poljski
- Žabníkotvaré, češki